# Разтвор
Разтворът е хомогенна (еднородна) система с променлив състав и променливи свойства от две или повече вещества. Молекулите или йоните на едното вещество са равномерно разпределени между тези на другото. Едното вещество се нарича разтворител. То не променя своето агрегатно състояние и може да бъде до 100% в твърдо или течно състояние. Другото вещество е разтворено и се среща в трите агрегатни състояния.
Молекулните разтвори са еднофазни. При разтваряне се образуват междумолекулни, йон-диполни взаимодействия и химични изменения. Може да преобладават физични или химични явления, както и да се отдели или приеме топлина.
- {\displaystyle {\ce {K_{W}}}} – разтворимост
- {\displaystyle {\ce {K_{W}(Na2SO4) + Mg -> K_{W}(MgSO4) + 2Na}}}

## Разтваряне
Разтварянето става с разкъсване на междумолекулни и химични връзки, като се поглъща енергия. След откъсването на молекулите, атомите или йоните те преминават в разтвора под действието на молекулите на разтворителя и след това частиците на двете вещества си взаимодействат и образуват солвати. Ако разтворителят е вода, се образуват хидрати, а процесът се нарича хидратация. Този процес е екзотермичен. Поради дифузия солватите се разпределят неравномерно и се губи енергия. Разтварянето може да бъде с отделяне на топлина, когато енергията на разкъсване на междумолекулните връзки е малка или енергията на хидратацията е голяма.
Разтварянето на твърди вещества в повечето случаи е ендотермичен процес заради разкъсването на кристалната решетка. Газовете и повечето твърди вещества могат да се разтварят до известен предел в дадена течност. Разтвор, в който не може да се разтваря повече, се нарича наситен, а такъв, в който може да се разтвори още вещество – ненаситен. Когато разтварящото се вещество е малко разтворимо, наситеният му разтвор е разреден, а когато е много разтворимо, ненаситеният му разтвор е концентриран. Ако разтворът съдържа повече вещество от наситения, се нарича преситен разтвор.
Разтворимостта зависи и от температурата. Напълно неразтворими вещества няма, но за такива се приемат веществата, които при 20 °C в 100 гр. вода се разтварят по-малко от 0,01 гр., малко разтворими са веществата, които се разтварят по-малко от 1 гр., средно разтворими – от 1 до 10 гр., и много разтворими – повече от 10 гр.
Процесите на разтваряне са свързани с явлението дифузия, което представлява равномерното разпределение на частиците на разтвореното вещество и разтворителя. Когато дифузията е през полупропусклива мембрана (разтворителят е разделен от разтварящото се вещество), се нарича осмоза и за да се прекрати, се прилага налягане, наречено осмотично налягане.
Всяка течност се характеризира с определено налягане на наситените си па̀ри. Относителното понижаване на налягането на наситените па̀ри се представя като {\displaystyle P_{0}-P \over P_{0}}, като {\displaystyle P_{0}} е налягането на па̀рите на чистия разтворител, а {\displaystyle P} е на разтвора. Когато разтворът е разреден и е на нелетливи неелектролити, действа законът на Раул: {\displaystyle P_{0}-P=P_{0}.n}. {\displaystyle n} е молната част на разтвореното вещество. Парното налягане на разтворите е по-ниско от това на разтворителя. Ето защо колкото повече е разтвореното вещество, толкова и температурата на кипене на разтвора се повишава. Колкото парното налягане на разтвора е по-ниско, толкова температурата на замръзване се понижава.
Разтворите не се ограничават само до разтвор на твърди вещества в течности; получават се и разтвори на газове в течности или газове, течности и твърди вещества в твърди вещества. Количеството на едно вещество, разтворено в друго, се нарича концентрация и може да се изрази в грам за литър (V/V %), грам за килограм (w/w %), или молна част.

## Видове смеси
| Смес            | Еднородни (хомогенни)                                                   | Нееднородни (хетерогенни)                                                       |
| --------------- | ----------------------------------------------------------------------- | ------------------------------------------------------------------------------- |
| твърдо + твърдо | сплав: месинг стомана чугун                                             | смес от сол и захар смес от захар и сух ориз почва пясък на морския бряг гранит |
| твърдо + течно  | разтвор (ненаситен, наситен): захарен разтвор солена вода (морска вода) | мръсна вода емулсия или колоид (мляко, майонеза)                                |
| твърдо + газ    | няма                                                                    | облак от прах дим (цигарен)                                                     |
| течно + течно   | алкохолни напитки                                                       | смес от олио и вода                                                             |
| течно + газ     | природни води киселинен дъжд (азотен, серен)                            | мъгла пяна                                                                      |
| газ + газ       | въздух (чист)                                                           | няма                                                                            |